# 格尔尼卡 (绘画)
《格尔尼卡》（西班牙語：Guernica）是巴勃罗·毕加索最著名的绘画作品之一。当时正值西班牙内战，纳粹德国、意大利王国等国家支持弗朗西斯科·佛朗哥领导的西班牙國民軍对抗苏联、墨西哥等国家支持的西班牙第二共和國政府。德國空軍及意大利皇家空軍在內戰時期的1937年對格尔尼卡城进行了人类历史上第一次地毯式轰炸。
毕加索受西班牙第二共和国政府軍委托为巴黎世界博覽會的西班牙区绘制一幅装饰性的画，从而创作了这幅立体派艺术作品。作品描绘了经受炸弹蹂躏之后的格尔尼卡城。

## 軼事
1940年6月法國投降，德軍佔領巴黎，畢卡索在畫室內閉門作畫，當年冬天，天氣嚴寒，德國駐法大使送他一批燃料，卻被他拒絕，並回答：「西班牙人是永遠不會感到冷的。」臨走前大使看到一張格爾尼卡的照片，問畢卡索：「這是您的作品嗎？」畢卡索回答：「不，這是你們的作品！」

## 描述
这幅画仅使用了黑色和白色，和广泛的灰色油漆。画的结构和三联画十分相似。画的中央是一只死去的马和一位拿着灯的妇女。右边是着火的房子和尖叫的女人。左边是一只公牛，一位妇女还有她死去的儿子。这幅画是被排列成三角形的，画面核心是死去的武士还有顶点的灯。
画作创作于1937年，其著作权将在2033年在美国进入公有领域，于2054年在西班牙进入公有领域。